# Blue Banisters
Blue Banisters és el vuitè àlbum de la cantautora estatunidenca Lana Del Rey. Va ser publicat el 22 d'octubre de 2021 a través d'Interscope i Polydor Records, set mesos després del seu anterior àlbum d'estudi Chemtrails over the Country Club, publicat el març del mateix any. Per aquest projecte, Lana Del Rey va treballar amb diversos productors entre els quals hi ha Loren Humphrey, Barrie-James O'Neil o Mike Dean. Combina composicions noves amb altres cançons que havien quedat fora d'anteriors discos de la cantautora estatunidenca i que va decidir reprendre.
La pròpia cantant es va involucrar en la producció de totes les cançons. El maig de 2021, Lana Del Rey va estrenar els senzills promocionals Blue Banisters, Text Book i Wildflower Wildfire. El setembre de 2021, la cantautora va estrenar el senzill Arcadia i va anunciar oficialment el disc.
Musicalment, Blue Banisters ha estat descrit com un àlbum alternatiu de folk, pop i jazz. Líricament, ha estat descrit per The A.V. Club com el seu "àlbum de ruptura".
L'àlbum va rebre valoracions positives dels crítics musicals. A Metacritic, que assigna una puntuació estandarditzada de 100 a les ressenyes de publicacions professionals, l'àlbum va rebre una puntuació mitjana de 80, basada en 21 ressenyes.

## Antecedents
El 19 de març de 2021, Lana Del Rey va publicar el seu setè àlbum d'estudi Chemtrails over the Country Club. El dia següent, va anunciar que tenia la intenció de publicar el seu proper disc al mes de juny i que es diria Rock Candy Sweet. Segons la pròpia cantautora, aquest nou projecte respondria a les diverses crítiques que ha rebut repetidament al llarg de la seva carrera, com les acusacions d'apropiació cultural. El 28 d'abril de 2021, Del Rey va publicar un fragment de la cançó Blue Banisters a les xarxes socials, i va anunciar que el seu proper projecte s'anomenaria també Blue Banisters i que sortiria el 4 de juliol. El 20 de maig de 2021, els senzills Blue Banisters, Text Book i Wildflower Wildfire van ser estrenats simultàniament.
El 3 de setembre de 2021, Lana Del Rey va anunciar el següent senzill anomenat Arcadia i en va avançar la portada oficial. El dia 8 de setembre de 2021, Del Rey va estrenar la cançó i va anunciar oficialment que l'àlbum Blue Banisters seria publicat el dia 22 d'octubre de 2021.
Diverses de les cançons que apareixen en aquestes disc són composicions que Lana del Rey havia descartat per algun dels seus projectes anteriors i que va decidir reprendre. "If you Lay down with me" "Nectar Of The Gods" "Living Legend" i "Cherry Blossom" són cançons que Lana del Rey va començar l'any 2013, mentre que "Dealer" i "Thunder" són composicions del 2017.

## Crítiques professionals
Tatiana Tenreyo de The A.V. Club va declarar que l'àlbum "és un recordatori que quan la cantant i compositora està a càrrec de la seva visió i aprofita plenament les seves emocions, encara és capaç de crear una bellesa impressionant". Mike Wass de Variety va escriure l'àlbum "ofereix una visió curiosa d'una artista que assegura el seu llegat amb cada cançó que fa." Per a The Independent, Ben Bryant va escriure una ressenya també positiva, anomenant-lo "una revelació acoloreix tot el cos de l'obra de la cantant", assenyalant que l'àlbum "és molt més el·líptic i misteriós del que sembla a primera vista". En una altra crítica positiva, donant a l'àlbum quatre estrelles de cinc, Sarah Grant de Rolling Stone va comentar que "el seu segon àlbum de l'any és dens i abstracte, essent retrospectiu i trobant companyia en la germanor". Sam Sodomsky per a Pitchfork va elogiar la composició de cançons de Del Rey, assenyalant que l'àlbum "és un estudi ampli del seu talent com a compositora, despullat de les fronteres estètiques que sovint posa al voltant de la seva obra."

## Èxit comercial
Blue Banisters va entrar al número 8 de la llista estatunidenca Billboard 200, convertint-se així en el primer àlbum d'estudi des de Lana Del Ray (2010) en quedar-se a les portes de les tres primeres posicions de la llista. Va posicionar-se com a número 1 a la llista d'albums de música alternativa de Billboard, essent el sisè disc consecutiu de Del Rey en aconseguir-ho, cosa que la va convertir en l'artista que més cops ha encapçalat aquesta llista, superant a Coldplay i als Foo Fighters.
A més, Blue Banisters va arribar al número 1 a l'Argentina i als Països Baixos, i es va classificar dins dels 40 millors a la resta de llocs. Blue Banisters va entrar a la segona posició dels albums més venuts al Regne Unit.

## Llista de cançons
| 1.            | «Text Book»               | Del Rey Gabe Simon Zach Dawes Dean Reid [a] | 5:04  |
| 2.            | «Blue Banisters»          | Del Rey Simon                               | 4:52  |
| 3.            | «Arcadia»                 | Del Rey Erickson                            | 4:24  |
| 4.            | «Interlude – The Trio»    | Clayton Johnson [a] Chantry Johnson [a]     | 1:16  |
| 5.            | «Black Bathing Suit»      | Del Rey Dawes Reid                          | 5:18  |
| 6.            | «If You Lie Down with Me» | Del Rey Erickson Barrie-James O'Neill [a]   | 4:25  |
| 7.            | «Beautiful»               | Del Rey Erickson                            | 3:36  |
| 8.            | «Violets for Roses»       | Del Rey Erickson                            | 4:15  |
| 9.            | «Dealer»                  | Del Rey Humphrey Dawes                      | 4:34  |
| 10.           | «Thunder»                 | Del Rey Dawes Reid [a] Kieron Menzies [a]   | 4:19  |
| 11.           | «Wildflower Wildfire»     | Del Rey Dean                                | 4:46  |
| 12.           | «Nectar of the Gods»      | Del Rey O'Neill                             | 4:20  |
| 13.           | «Living Legend»           | Del Rey O'Neill                             | 4:00  |
| 14.           | «Cherry Blossom»          | Del Rey O'Neill Nowels                      | 3:18  |
| 15.           | «Sweet Carolina»          | Del Rey Erickson                            | 3:22  |
| Durada total: | Durada total:             | Durada total:                               | 61:54 |